# Meloe proscarabaeus
Méloé printanier
Pour les articles homonymes, voir Méloé.
Espèce
Meloe proscarabaeus, le méloé printanier, parfois surnommé méloé enfle-bœuf est une espèce d'insectes coléoptères de la famille des méloïdés.

## Étymologie
Meloe viens du latin mel (miel) et oleum (huile), l’adulte pouvant excréter de l’hémolymphe jaunâtre ou roussâtre en cas de stress. Le nom d’espèce est formé de scarabaeus désignant les scarabées et de pro, avant, c’était un genre proche des scarabées auquel le Méloé printanier a appartenu, mais qui a disparu des classifications modernes.

## Description

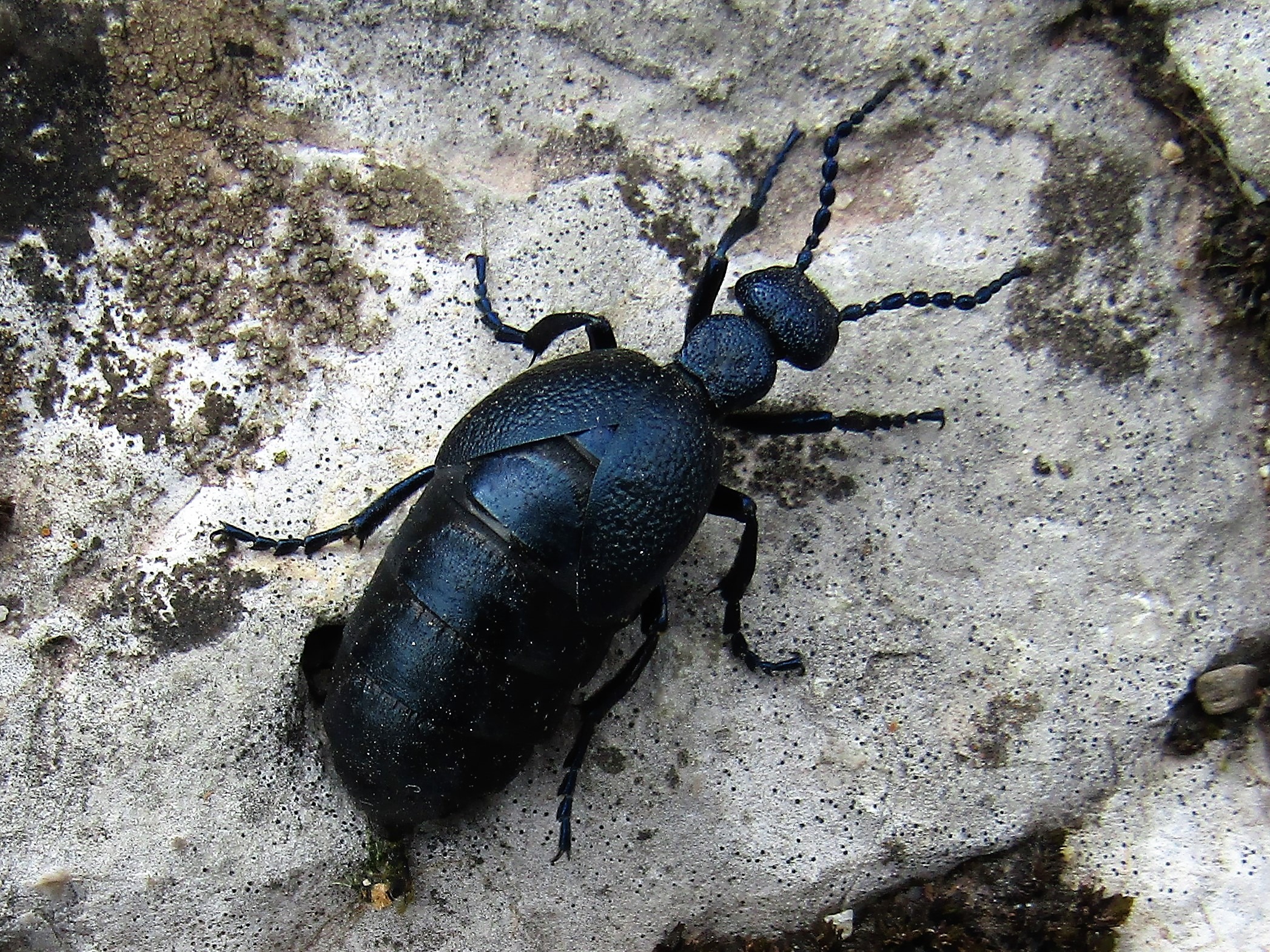
La femelle possède un gros abdomen non couvert par les élytres.

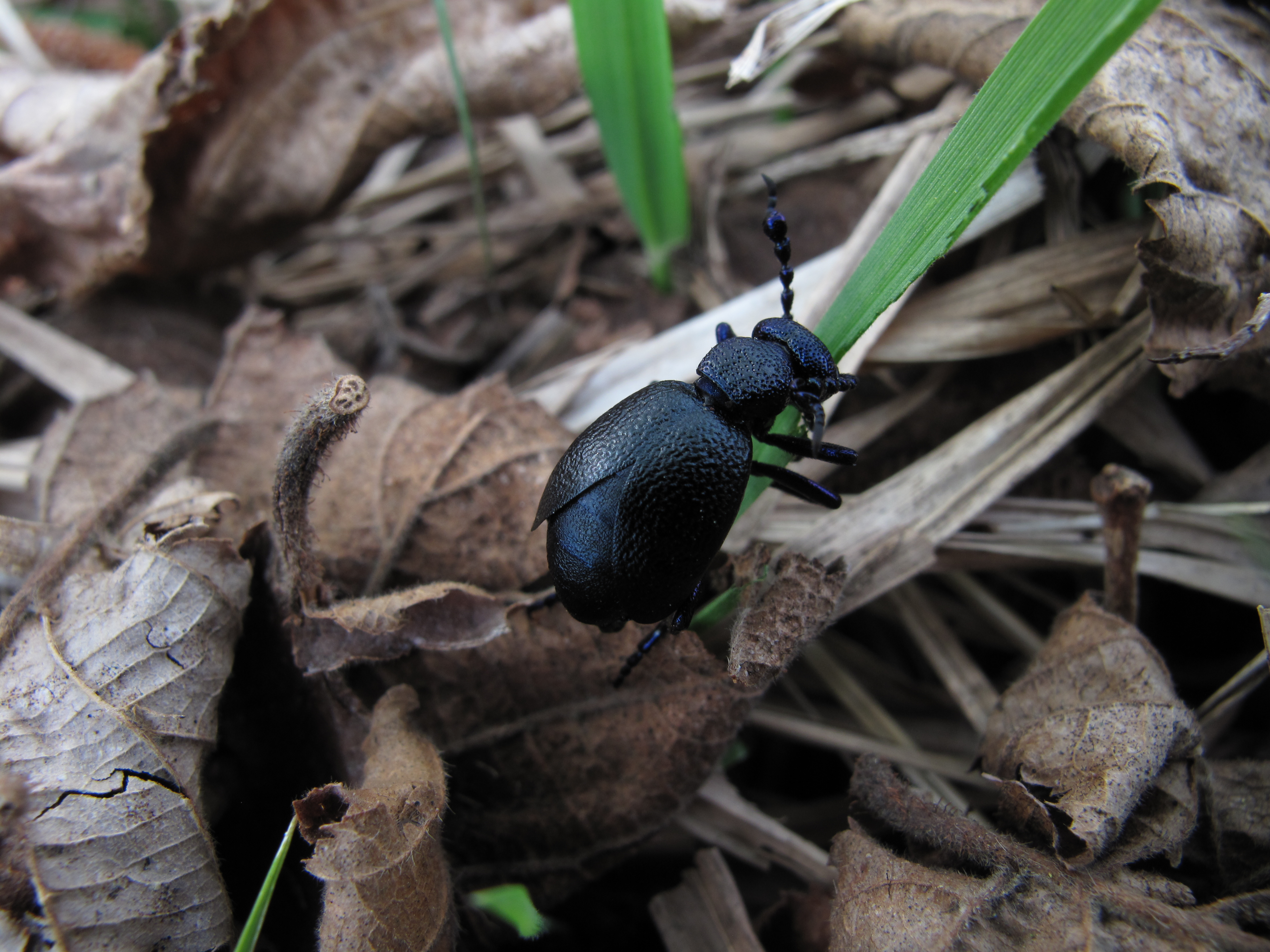
Mâle

Il est de couleur bleu-noirâtre, long d'environ 3 cm maximum, le mâle est plus petit. Les élytres, courts et mous sont légèrement écartés à l'arrière.

## Biologie

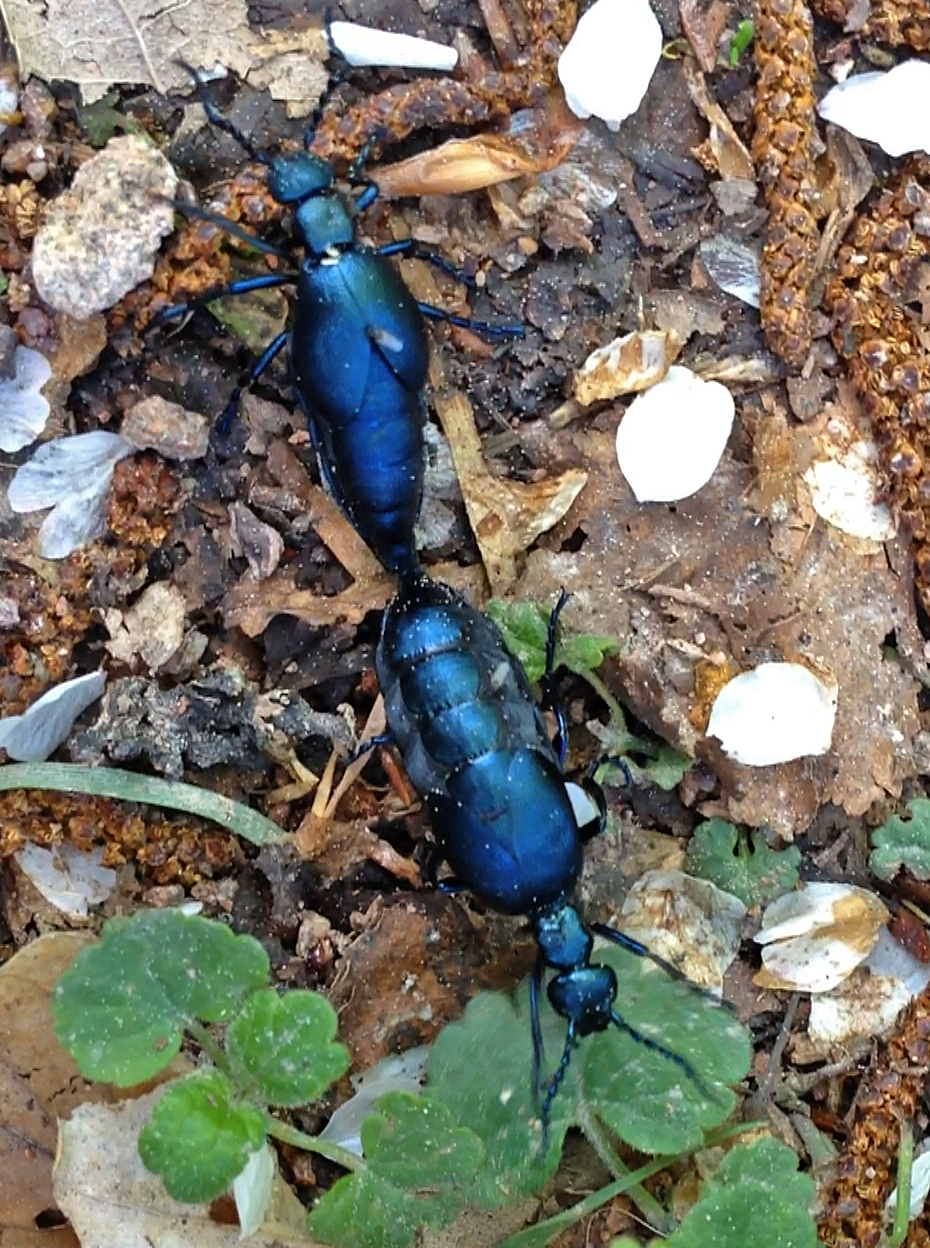
Accouplement (mâle en haut, femelle en bas).

Le cycle vital est complexe : les jeunes stades parasitent des hyménoptères. La femelle pond plusieurs milliers d'œufs dans le sol en les déposant par petits groupes séparés. La ponte a lieu au printemps et les œufs éclosent en larves pourvues de fortes griffes, les triongulins. Ces larves primaires grimpent sur les fleurs et attendent l'arrivée d'un hyménoptère. Celles qui réussissent à se faire transporter jusqu'au nid se détachent et se nourrissent d'un œuf, puis des réserves de pollen et de nectar. Elles subissent des mues. La nymphose a lieu après la période hivernale. L'adulte est phytophage.
L'insecte se rencontre de fin mars à juillet.
Dérangés, les méloés émettent une sécrétion huileuse contenant de la cantharidine (il s'agit d'une saignée réflexe). Cette substance est vésicante lorsqu'elle est appliquée sur la peau, et supposée probablement à tort[réf. souhaitée], mais hélas pour la petite bête[non neutre], aphrodisiaque.

## Répartition
Cet insecte est assez courant en Europe en particulier sur les plaines argileuses et calcaires aux sols dégagés et herbeux. Il est protégé en Île-de-France et en Wallonie (Belgique).